# Mario Bigoni
Mario Bigoni (18 juni 1984 - oktober 2011) was een Zwitsers-Italiaans voetballer die als verdedigende middenvelder speelde.
Bigoni speelde in de jeugd bij FC St. Gallen en voor het tweede team dat in de 1. Liga uit kwam. In 2006 stapte hij over naar FC Gossau waarmee hij in z'n eerste seizoen van de 1. Liga naar de Challenge League promoveerde. Hij speelde in totaal 70 competitiewedstrijden, waarin hij één doelpunt maakt, voor Gossau voor hij op 23 november 2009 ontslagen werd door de club voor zijn betrokkenheid in een internationaal omkoopschandaal. Hij speelde begin 2010 nog voor FC Sirnach-Stella tot hij in mei 2010 door de Zwitserse voetbalbond, samen met zijn voormalige Gossau teamgenoten Marc Lütolf en Darko Damjanović, voor onbepaalde tijd geschorst werd. Hierna pakte hij zijn oude beroep als monteur op en werd jeugdtrainer bij FC Rheineck.
Op 22 oktober 2011 werd zijn lichaam gevonden in de Oude Rijn bij Rheineck. Van hem was niets meer vernomen sinds hij op de avond van 8 oktober met vrienden gegeten had in een Chinees restaurant net over de grens in Oostenrijk.